# Cabaret de nuit (film, 1932)
Pour plus de détails, voir Fiche technique et Distribution.
Cabaret de nuit (titre original : Night World) est un film dramatique américain Pré-Code de Hobart Henley mettant en vedette Lew Ayres, Mae Clarke, Boris Karloff, George Raft et Hedda Hopper (avant qu'elle ne devienne une célèbre chroniqueuse mondaine).
Sorti en 1932, le film contient un des premiers numéros musicaux de Busby Berkeley, Who's Your Little Who-Zis. Bien que le personnage de Karloff est un méchant, il joue un homme charmant, contrairement à la plupart des rôles qu'il a été amené à jouer à l'époque.

## Synopsis
Le film se déroule dans la discothèque de "Happy" MacDonald, où des starlettes, des gangsters, et mondains interagissent pendant une nuit.

## Fiche technique
- Titre original : Night World
- Réalisation : Hobart Henley
- Scénario : Richard Schayer, d'après une histoire de P.J. Wolfson et Allen Rivkin
- Photographie : Merritt Gerstad
- Montage : Ted J. Kent
- Musique : Alfred Newman
- Direction artistique : John J. Hughes
- Producteur : Carl Laemmle Jr.
- Société de production : Universal Pictures
- Société de distribution : Universal Pictures
- Pays de production :  États-Unis
- Langue : anglais
- Format : Noir et blanc — 35 mm — 1,37:1 — Son : Mono (Western Electric Sound System)
- Durée : 58 minutes
- Date de sortie :
  - États-Unis : 5 mai 1932

## Distribution
- Lew Ayres (VF : André Norevo) : Michael Rand (Michel en VF)
- Mae Clarke (VF : Germaine Brédy) : Ruth Taylor (Rose en VF)
- Boris Karloff (VF : Jean Rozemberg) : "Happy" MacDonald
- Dorothy Revier (VF : Paulette Fromm) : Jill MacDonald (Jenny en VF)
- Hedda Hopper (VF : Blanche Bernis) : Mrs. Rand (Halsy en VF)
- Louise Beavers (VF : Nerine) : la bonne (Jeannette en VF)
- George Raft (VF : Jérôme Goulven) : Ed Powell
- Russell Hopton (VF : Alfred Argus) : Klauss
- Clarence Muse (VF : Ruffy) : Tim Washington, le portier
- Dorothy Peterson (VF : Maya Noël) : Edith Blair
- Bert Roach : Tommy
- Gene Morgan (VF : René Vilnon) : Joe (Johnny en VF)
- Huntley Gordon (VF : Georges Hubert) : Jim
- Robert Emmett O'Connor : le policier
- Arletta Duncan (VF : Edith Gallia) : la vendeuse de cigarettes (Micheline en VF)
- Byron Foulger : M. Baby, patron de cabaret
- Larry Steers : un patron de cabaret